# Aubigny (Vendeia)
Aubigny foi uma comuna francesa na região administrativa da Pays de la Loire, no departamento de Vendéia. Estendia-se por uma área de 25,79 km². Em 2010 a comuna tinha 6 813 habitantes (densidade: 264,2 hab./km²).
Em 1 de janeiro de 2016, passou a formar parte da nova comuna de Aubigny-Les Clouzeaux.